# Pont Mellows
Mellows Bridge (en irlandais : Droichead Uí Mhaoilíosa) est un pont routier enjambant la rivière Liffey, à Dublin, en Irlande.

## Pont précédent
En 1683, un pont de pierre appelé Arran Bridge ou Arons Bridge a été construit entre le Bloody Bridge en amont (maintenant Rory O'More Bridge) et le pont en aval de Dublin (maintenant Father Mathew Bridge). La construction a été financée par le propriétaire William Ellis et la Dublin Corporation. Il a été nommé d'après Richard, comte d'Arran, deuxième fils du duc d'Ormonde. D'après un dessin réalisé par Francis Place en 1699, il semble qu'il s'agissait d'un pont voûté en pierre à quatre travées.
Il était également connu sous le nom de Bridewell Bridge en raison de sa proximité avec le Smithfield Bridewell, et sous le nom d'Ellis's Bridge en raison de son association avec Sir William et Sir John Ellis.
Cette structure a duré 80 ans, mais a été emportée par une inondation en 1763.

## Pont actuel
Conçu par Charles Valency, un ingénieur militaire, un pont de remplacement sur le même site a été construit entre 1764 et 1768 sous la forme d'un pont en pierre à trois arcs elliptiques d'une portée totale de 42 m, et nommé Queens Bridge d'après Charlotte de Mecklembourg, reine consort de George III.
Le pont a été renommé en l'honneur de la légendaire reine Maeve lors d'une réunion du conseil municipal le 2 janvier 1922. Cependant, il a été rebaptisé à nouveau en 1942 sous son nom actuel, d'après le lieutenant-général Liam Mellows de l'armée républicaine irlandaise qui a été exécuté pendant la guerre civile irlandaise.
Ayant 250 ans, Mellows Bridge reste le plus ancien de tous les ponts de la ville de Dublin encore en usage, bien que les parapets aient été remplacés par des balustrades en fonte et des copies en pierre entre 1816 et 1818.

## Nom
Comme pour les autres ponts sur la Liffey à Dublin, et principalement en raison des nombreux changements de nom, Mellows Bridge est connu localement sous plusieurs noms, notamment : Queen's Bridge, Queen's Street Bridge, Queen Maeve Bridge et Mellowes Bridge (avec un "e" ).

## Source de la traduction
- (en) Cet article est partiellement ou en totalité issu de l’article de Wikipédia en anglais intitulé « Mellows Bridge » (voir la liste des auteurs).